# Christine Stewart
Christine Stewart es una deportista británica que compitió en bádminton para Escocia. Ganó una medalla de bronce en el Campeonato Europeo de Bádminton de 1976 en la prueba de dobles.

## Palmarés internacional
| Representando a Escocia |                  |                   |        |
| Campeonato Europeo      |                  |                   |        |
| Año                     | Lugar            | Medalla           | Prueba |
| 1976                    | Dublín (Irlanda) | Medalla de bronce | Dobles |